# Ngungunhane
Ngungunhane, Mdungazwe Ngungunyane Nxumalo, N'gungunhana, Gungunhana o Reinaldo Frederico Gungunhana (Gaza, c. 1850 — Angra do Heroísmo, 23 de diciembre de 1906) fue el último emperador del Imperio de Gaza, en el territorio que actualmente es Mozambique, reinando desde 1884 hasta 28 de diciembre de 1895, día en que fue hecho prisionero por Joaquim Mousinho de Albuquerque en la aldea fortificada de Chaimite. Apodado el León de Gaza y ya conocido por la prensa europea, la administración colonial portuguesa decidió condenarlo al exilio en vez de mandarlo fusilar (como había sucedido con otros). Fue llevado a Lisboa, acompañado por uno de sus hijos de nombre Godide y por otros dignatarios. Después de una breve permanencia en aquella ciudad, fue desterrado a las Azores, donde falleció 11 años más tarde. Fue el último monarca de la dinastía Jamine.

## Biografía

### Los primeros años (1850-1864).
Mundagaz, el futuro Ngungunhane, nació en una sociedad compleja y en un período de gran inestabilidad social y política. Su abuelo, Soshangane o Manicusse, era un rey (o nkosi) de un pueblo de lengua nguni, después denominado por los portugueses como angune o vátua, líder incuestionable de un poderoso ejército que en las décadas anteriores, a lo largo del Mfecane, migraría hacia el norte desde Zululândia, sometiendo durante la década de 1820 cerca de doscientas tribus, cuyos jefes pasaron a ser régulos vasallos suyos.
Después de haberse ido de sus tierras ancestrales en el territorio de la actual África del Sur, los guerreros angunes liderados por Soshangane se movieron incesantemente por los territorios situados entre los ríos Maputo y Zambeze, sometiendo a los pueblos autóctonos y fundando un imperio al que dieron el nombre de Gaza, que en la fase inicial ocupaba cerca de 56.000 km²:.
Con la llegada de los angunes, el relativo sosiego en que habían vivido los pueblos locales, y los comerciantes portugueses establecidos a lo largo de la costa mozambiqueña, fue rudamente quebrado con sucesivas masacres y la sumisión forzada al nuevo poder, creándose un clima de inseguridad y miedo que permanecería durante décadas.
Después de oscilar durante casi 20 años, el centro del poder de los angunes se establece en torno al valle del río Limpopo, región donde Soshangane, ya conocido como Manicusse, funda la aldea de Chaimite y fija allí su capital. 
Siendo una de las presencias europeas más antiguas en aquellos territorios, Portugal decidió enviar en agosto de 1840 una embajada a la corte de Manicusse. La delegación estaba encabezada por el alférez Caetano dos Santos Pinto y tenía instrucciones de establecer un tratado de amistad, intercambiando una espada y una banda del rey a cambio de una azagaya y de una roela (escudo). La embajada fue recibida, pero Manicusse declaró que en ese momento, ignoraba las ventajas que le podría proporcionar un tratado de amistad con el rey de Portugal, tal como consta en el relato, fechado el 18 de noviembre de 1840, que fue presentado por el alférez Caetano dos Santos Pinto y registrado por el escribano de la Hacienda Nacional de Inhambane João Caetano Dias. A pesar de que la espada fue intercambiada por la azagaya los ataques continuaron.
En esta región y en este contexto social y político, hacia 1850 nació Mundagaz, el futuro Gungunhana, un príncipe de sangre real, hijo de Muzila, uno de los hijos ilegítimos de Manicusse. Educado para la vida de guerrero, participante desde su más tierna edad en las marchas militares que su padre y abuelo emprendían anualmente por sus vastos dominios, Ngunguhane fue formado para la lucha, aprendiendo las tácticas de guerra que su abuelo y Shaka habían introducido.
Cuando Manicusse murió en 1858, tuvo lugar una disputa por el trono tuvo entre los dos principales pretendientes: Muzila, el padre de Mundagaz, y Mawewe, su tío. Después de una breve contienda armada, salió victorioso Mawewe, que decidió en 1859, atacar a sus hermanos para ganar más poder. Poco después de huir para el Transvaal, Muzila organizó un ejército para atacar a su hermano. Probablemente Mundagaz siguió a su padre al exilio, evitando de esta manera la destrucción de su linaje.
Con Mawewe, o Maueva, como era designado por la administración colonial portuguesa, al revelarse todavía más agresivo que su padre y predecesor, los portugueses, los bóeres y muchos de los líderes tribales que se sentían amenazados por la dominación angune, se unieron contra él. Sintiéndose también amenazado, el Presidente de la República Bóer de Orange, se dirigió el 29 de abril de 1861 al vicecónsul de Portugal proponiéndole una alianza formal contra Mawewe, la cual es aceptada con reservas. Pero estas reticencias desaparecieron cuando Mawewe exige que la colonia de Lourenço Marques pase a pagarle tributo, incluyendo una cláusula que obligaba a que las mujeres embarazadas pagasen un impuesto doble. Y todo esto bajo la amenaza de, en caso de negativa, promover una guerra de exterminio contra los intereses portugueses en la región. Onofre Lourenço de Paiva de Andrade, entonces gobernador de Lourenço Marques, responde enviando un cartucho y diciendo que esa sería la forma de pago del impuesto.
Declarada la guerra, un 2 de noviembre de 1861, llegan a Lourenço Marques enviados de Muzila, que aceptan el apoyo portugués en la contienda a cambio de vasallaje. A partir de entonces Muzila asume el papel de rey y la guerra gana ímpetu.
La batalla decisiva tuvo lugar a finales de noviembre de 1861, en una línea de casi de cuatro leguas entre en las playas de Matola y las tierras de Moamba. A pesar de tener menos hombres, Muzila salió vencedor y el 30 de noviembre se presentó en el presidio de Lourenço Marques, siendo amigablemente recibido por el gobernador. 
El 1 de diciembre de 1861 se firmó un tratado en que Muzila se declaraba súbdito portugués y se hizo un acta, que después de aprobada por el gobierno portugués, sería publicada en un decreto de 18 de febrero de 1863 por José da Silva Mendes Leal, entonces Ministro de Marina y Ultramar, e incluida el número 4 de la publicación de Términos de Vasallaje (1858-1889).
Una nueva y decisiva victoria de Muzila en una batalla acontecida el 16 de diciembre de 1861, en la región de Maputo, consolidó la alianza. En el proceso Portugal proveyó a Muzila 2000 espingardas, 50000 cartuchos y 1200 pedernales, además del apoyo bóer y de los líderes locales que preferían someterse al lejano rey de Portugal que a la hegemonía local de Mawewe.
A pesar de que la guerra había durado hasta 1864, y, entre tanto la capital del reino se había trasladado desde el valle del río Limpopo a Mossurize, al norte del río Save, en la actual provincia mozambiqueña de Manica, Muzila fue dominando progresivamente a los angune y sus pueblos vasallos y a partir de 1864 fue el líder incuestionable del Imperio de Gaza. Con esto, Mundagaz pasó a ser uno de los posibles príncipes sucesores, iniciando un camino que lo llevaría al poder.

### El reinado de Muzilla (1864-1884)
Terminada la guerra, Muzila se dedicó a la consolidación de su poder y a la expansión del Imperio de Gaza. Mantuvo el estilo de gobierno de su padre, gobernando con mano de hierro y manteniendo su corte en constantes campañas militares, recorriendo incesantemente el territorio que dominada. La capital continuó en Mossurize, pasando la población de Chaimite a ser considerada la aldea sagrada del linaje y el sitio de residencia de los espíritus de sus antepasados. 
A pesar del tratado firmado en 1861 y de la alianza existente con los intereses portugueses que le permitiera conquistar el trono, los guerrilleros de Muzila devastaron varias veces las colonias portuguesas instaladas en Sofala y Inhambane, manteniéndose un clima de tensión que en nada coincidía con lo formalmente acordado en las constantes manifestaciones de amistad.
La presión europea sobre la región era creciente: portugueses, ingleses, y bóeres luchaban por el control de cada vez más territorio. En este periodo aumenta rápidamente el número de expediciones europeas de exploración en África. Eran también cada vez más los misioneros y los comerciantes europeos en las tierras de Gaza. En Lisboa ya se comenzaba a alimentar el sueño del control de los territorios de Angola situados a la contracosta, que culminaría en el mapa rosado algunos años después.
En este ambiente de creciente presión europea, la posición de Muzila era cautelosa, traduciéndose en un distanciamiento en relación a los europeos. Nominalmente se mantenía como vasallo portugués, pero olvidaba con frecuencia los términos del acuerdo de 1861: hacía la guerra cuando entendía y no se cohibía de atacar los intereses portugueses siempre que se le mostrara favorable y, a pesar de sus manifestaciones de amistad y gratitud, sus guerreros arrasaron en diversas ocasiones los distritos de Sofala y Inhambane, penetrando en territorios que estaban bajo soberanía portuguesa o pertenecientes a régulos que se declaraban súbditos del rey de Portugal.
A principios de la década de 1880, cuando el reinado de Muzila se aproximaba a su fin, la presión europea creció rápidamente. Las expediciones eran cada vez más frecuentes y penetraban cada vez más profundamente en el territorio de Gaza. Las presiones para que fuese autorizada la exploración de recursos minerales también crecían. Manteniendo una política de equilibrio estratégico con los intereses portugueses, a 27 de enero de 1882 Muzila, acompañado por dos mangas de sus tropas, visita Lourenço Marques, rindiendo vasallaje y justificando los conflictos registrados en Inhambane. Es recibido con todas las honras por el gobernador, que le ofrece buey, arroz y aguardiente. Poco después, a mediados de aquel año, pide incluso una bandera portuguesa para hacerla ondear en su campamento.
Al año siguiente, en 1883, Portugal decide nombrar un embajador en la corte de Muzila. La elección recae sobre Antonio María Cardoso, un hombre experimentado en la región, que se dirigió de inmediato para el sitio donde Muzila se encontraba, en la región de Bulawayo, en el actual territorio de Zimbabue. Después de una larga espera para tener a autorización para aproximarse al campamento y para ser recibido en audiencia, António Maria Cardoso consigue finalmente llegar a hablar con Muzila y es bien recibido. Lo mismo acontece con el capitán de artillería Joaquim Carlos Paiva de Andrada, que aquel año se dirigió a Manica y allí se reunió con Muzila.
Sin embargo, a pesar de este aparente buen entendimiento, las tensiones aumentaban rápidamente, con las potencias europeas exigiendo un efectivo dominio del territorio como la única forma de justificar la posesión de territorios en África. Por entonces, de cara al creciente despliegue de otras potencias europeas en África, Portugal decide reforzar su presencia en aquel continente: son organizadas las grandes expediciones de exploración, destacando las de Roberto Ivens y Hermenegildo Capelo, con las cuales pretendía demostrar la efectiva ocupación del interior de África.
Sin que Muzila lo supiese, en el último año de su vida, a miles de kilómetros de sus tierras se preparaba la Conferencia de Berlín y, con ella, el reparto del continente africano entre las potencias europeas. Cuando fallece, a finales de agosto de 1884, los europeos ya estaban reunidos para fijar las reglas que dictarían el futuro de Gaza.
Durante el reinado de Muzila, su hijo Mundagaz, el futuro Gungunhana, fue progresivamente ganando importancia, convirtiéndose en una de las principales figuras de su corte. Cuando su padre murió, no siendo el heredero legítimo, posición que recaía sobre su hermanastro Mafemane, cuya madre era la esposa principal (nkosicaze) de Muzila, se generaron algunas escaramuzas fratricidas, tradición de los algunes, finalizadas las cuales Mundugaz había eliminado al príncipe heredero y obligado a los otros dos rivales, Anhana y Mafabaze, a huir al exilio.
De este modo, a finales de 1884, en Mossuriza, Mundugaz subió al trono nguni, pasando a llamarse Ngungunhane, Gungunyane o Gungunhana, el hijo de Muzila y el león de Gaza.

### El emperador Ngungunhane (1884-1895)

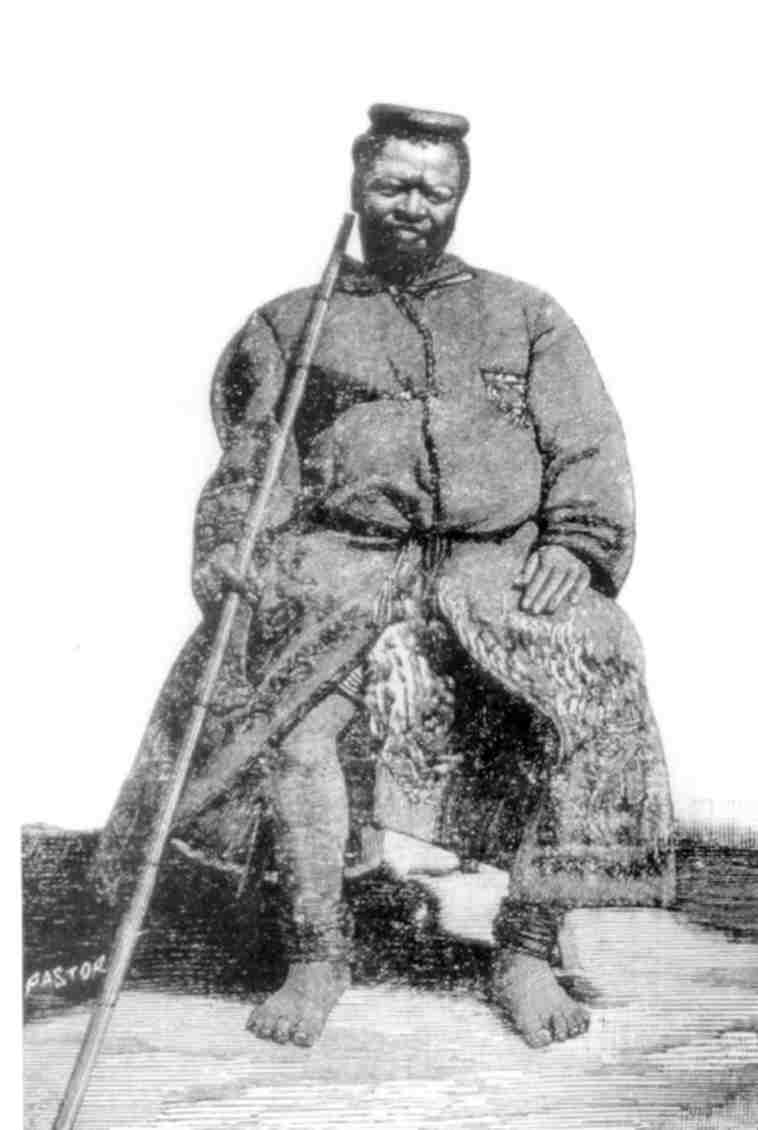
El emperador Ngungunhane con su corona de cera y bastón (grabado de Francisco Pastor Muntó, 1895).

Gobernando un territorio de casi 90.000 km² y con más de un millón y medio de habitantes, Ngungunhane fijó su corte en Manjacaze, convertida en capital de Gaza desde 1884. Con casi 34 años, el joven rey inició su gobierno en un momento crítico para África, coincidente con la celebración de la Conferencia de Berlín (15 de noviembre de 1884 - 26 de noviembre de 1885), por lo que no es sorprendente que la relación con los europeos, en especial con los portugueses, estuviese entre sus prioridades de gobierno. Por ello en enero de 1885 contacta con las autoridades portuguesas Chiloane, enviando un presente y anunciando la sucesión. Esto fue visto como una oportunidad de reforzar la presencia portuguesa junto a los angunes, o vátuas, como entonces eran conocidos.
Entretanto, el territorio de Mozambique es entonces codiciado por Gran Bretaña y por Alemania, pero el gobierno portugués actúa con rapidez, enfrentándose a la muy probable pérdida del territorio. Después, en 1886, el Ministro de los Extranjeros, Henrique de Barros Gomes, firma con el canciller alemán Otto Von Bismarck el tratado de delimitación de las fronteras de los dos países, al que en 1887 se le añade el mapa color de rosa, donde Angola y Mozambique están unidos con este color. Se acuerda que todo ese territorio pase a soberanía portuguesa, incluyéndose en él el Imperio de Gaza.
En este contexto y frente a la creciente presencia británica y bóer en el territorio, en particular la marcha por la región del general británico Charles Warren con 5000 hombres armados, el gobierno portugués decide, finalmente, aprovechar la buena voluntad del nuevo reguló y nombrar un presidente portugués en la corte de Ngungunhane, una mezcla de funcionario de enlace, embajador y consejero político.
La elección recayó sobre José Casaleiro de Alegria Rodrigues, más conocido como Casaleiro Alegria, un aventurero con larga experiencia en la región, donde fuera militar, comerciante y funcionario público. La elección fue controvertida y generó una envidia y un descontento que influirían en los acontecimientos subsiguientes.
Nombrado por el gobernador Agostino Coelho a mediados de 1885, Casaleiro Alegria fue muy bien recibido en la corte de Ngungunhane, ganándose rápidamente la confianza de los principales líderes políticos, incluyendo la del propio monarca. Surge entonces la idea de firmar un nuevo tratado que sustituyese al de 1861, que se encontraba manifiestamente desfasado y olvidado. Para ello se decidió enviar una embajada a Lisboa, habiendo Ngungunhane resuelto delegar en Casaleiro Alegria los poderes para representarlo ante Portugal.
Debido al tabú que impedía a la aristocracia angune atravesar el mar, la embajada se compuso por Matanda-Encoce, de casi 60 años, y por Mapinda, de 40 años. Ambos eran nobles pertenecientes a otras etnias. La embajada partió a mediados de 1885, llegando a Lisboa a mediados de septiembre. Fueron recibidos por el rey Luis I de Portugal el 18 de septiembre.
La ausencia de algunos y la presencia de Casaleiro Alegría levantó grandes sospechas e intrigas, siendo considerada la embajada por muchos como una farsa. Sin embargo, la embajada es recibida por el Ministro de la Marina y Ultramar el 12 de octubre, siendo firmado ese día un tratado de amistad y vasallaje entre los reyes de Portugal y de Gaza, el cual fue publicado en el Boletín Oficial de la provincia de Mozambique el 9 de enero de 1886. El tratado hacía oficial la presencia del residente portugués y permitía la libre circulación de portugueses en Gaza, al mismo tiempo que concedía a Ngungunhane los honores de coronel de segunda línea del ejército portugués, incluyendo el derecho al respectivo uniforme.
Las desconfianzas levantadas en cuanto a la autenticidad de los poderes de Casaleiro Alegría llevarían a una investigación, se los confirmaría, pero que tendría como consecuencia la pérdida de gran parte del impacto que se pretendía. También las dificultades de aplicación del tratado, por la parte portuguesa y por en cuña ni, llevarían a que se hiciera una nueva versión, menos ambiciosa en los propósitos, lo que contribuyó a un mayor descrédito de todo el proceso.
Pérdida es tan primera oportunidad, una nueva embajada es preparada en 1887, siendo esta vez enviados dos nobles árboles, en tonga, de la casa de Manhattan hace, y Braque, de la casa de un vengo. Esta vez las cosas van bien, y los emisarios son recibidos por el rey y la reina de Portugal y se les hace visitar los arsenales y cuarteles, con el objeto de convencerlos del poderío portugués. Incluso se incluyó una visita al circo, donde la doma de leones a ojos de los enviados es considerada una increíble proeza de magia.
La visita Lisboa, y las noticias de la anexión de sur gran día a la colonia de Natal el 14 de mayo de 1887, llevan a un periodo de franca mejoría en las relaciones con los portugueses que sin embargo duraría poco: los resultados de la Conferencia de Berlín comienzan a sentirse y la posición portuguesa comienza a endurecerse, tomando visos crecientemente imperialistas.
Frente a las crecientes exigencias y al cada vez mayor número de extranjeros en sus tierras, en comunión e se siente amenazado, en precario equilibrio entre las diversas fuerzas ocupantes, principalmente la portugués aérea británica, y la constante amenaza de disidencia interna por la existencia de pretendientes al trono en el exilio.
A estas alturas en comunión se decide cambiar su capital de este modo se dice hasta champagne, creando allí una nueva maja case (más la), a casi 600 km hacia el sur, en un movimiento que desencadenaría nuevas existencias y propiciaría nuevas guerras, ya que el sitio escogido se situaba muy próximo a los territorios controlados por los pueblos considerados enemigos, la razón de la mudanza se debe a la tentativa de aprovechar mejor las rivalidades las potencias europeas y defender la independencia respecto a los portugueses, aliviando sus pretensiones sobre las minas de maniquea y consolidando la soberanía en junio. Por entonces en comunión e tenía el apoyo de los ingleses IDC Gil Robles.
Esta situación lleva a una compleja maraña de acuerdos, constantemente rotos y reasumidos, en que a los ataques a los intereses portugueses se siguen las disculpas y las profesiones de amistad. Las embajadas se sucedían, pero los conflictos no cesaban, con ataques constantes contra pueblos que se habían colocado bajo la protección portuguesa.
Un cambio de ciento ochenta grados en esta relación se produjo como consecuencia del última acto británico del 11 de enero de 1890, el cual impone la retirada inmediata de las fuerzas portuguesas en la región de Chile(mías a gran día) y de las tierras de los moco locos y de los marcho unas paréntesis actual Zimbabue). En caso de desobediencia, el gobierno británico amenaza Lisboa con el bloqueo naval y la acción armada. El rey Carlos I de Portugal se apresura a comunicar a Londres, el mismo día del última acto, que él y el gobierno portugués ceden a las exigencias. Sin embargo, frente a la oleada patriótica y nacionalista de rechazo que se desencadenó, la administración colonial portuguesa cambió de postura: se deja de hablar de acuerdos y de cooperación para hablarse abiertamente de sumisión y vasallaje, la llamada pacificación, aunque tal cosa implicase la intervención armada y el derrocamiento de los vehículos menos cooperantes.
Este lenguaje se intensifica con la llegada en 1891 al puesto de gobernador de lunes o martes de Joaquín Mouse y niño de Alburquerque, uno oficial del ejército monárquico y nacionalista. En los dos años en que permaneció en el cargo (1891-1892) se dio un rápido endurecimiento en las relaciones con los pueblos africanos circundantes, desapareciendo la tendencia a contemporizar con ellos que había caracterizado la presencia portuguesa en las décadas anteriores.
Mientras tanto, los británicos, y particularmente el todopoderoso se sirva outs, de la compañía británica sudafricana, eligieron la región de Gaza y el puerto de lunes o martes como objetivos estratégicos para la explotación de las materias primas de punto. Paralelamente surge en los intereses de las tres grandes concesionarias de forma usufructuaria del poder casi absoluto sobre los territorios que esperaban, la compañía de mi asa, la compañía de San decía y la compañía de Mozambique, todo esto en un periodo en palabras de Joaquín Augusto Mouse y niño de Alburquerque, libre de toda sospecha, la ocupación de la provincia de Mozambique se limitaba de hecho a una estrecha franja costera, con la sección de algunos puntos aislados del interior.
Portugueses, ingleses, colonos sudafricanos y representantes de las compañías concesionarias procuran atraer de diversas formas a ningún Diane hacia sus intereses. El gobierno portugués instala un intendente general de la corte, lugar previsto en el tratado de octubre de 1885. 12 siglos obtiene ningún Diane, a cambio de un millar de espinar las, municiones y de un subsidio anual en dinero, la concesión de exploración de las minas y el acceso al mar. En cómo Diane recibe una taza de plata, regalo de la reina Victoria del Reino Unido.
En comunión de eso sorprendido por la rapidez de los acontecimientos y por el cambio radical del comportamiento portugués. Decide entonces una vez más entrar en el conflicto entre Londres y Lisboa, pero queda sin respuesta su petición de protección a la reina Victoria. Sin que lo supiese, a los gobiernos portugués y británico habían llegado a un acuerdo en la delimitación de los escritores africanos, rubricando en junio de 1891 un acuerdo en que Gaza queda, sin margen de dudas, en el interior del territorio de Mozambique. El emperador es obligado a declararse súbdito de Portugal, sin que pueda esperar el apoyo británico.

#### La rebelión ronga (1894-1895)
A pesar de que Mouzinho de Alburquerque ya había dejado el gobierno de Lourenço Marques y regresado a Portugal, el aumento de los impuestos determinado por él y la violencia con que había tratado a las poblaciones africanas de los llamados prazos da Coroa en la región de los alrededores de Lourenço Marques, dejaron un legado de descontento y revuelta que no paraba de crecer. A finales de 1893 comenzarán a surgir eminentes señales de insurrección, las cuales se fueron agravando a lo largo de 1894 con el surgimiento de múltiples incidentes y ataques a intereses portugueses en lugares aislados.
Aunque en la región circundante de Lourenço Marques hubiese un gran número de jefes tribales que mantenían relaciones de paz con los portugueses, como los Maota, Machaquene, Matola o Maputo, que se consideraban vasallos de la corona portuguesa, pagando el mussuco o impuesto de palhota (choza tradicional de Mozambique), permitiendo la libre circulación de tropas en sus territorios y proveyendo hombres a las tropas auxiliares portuguesas, coexistían otros jefes de tribu que no se sometían a los portugueses y que obedecían a Ngungunhane, del que se consideraban vasallos. Eran, por ejemplo, los pueblos de Manhica, Magaia, Zixaxa o Moamba.
Fue en este complejo contexto de pueblos y lealtades, pero con un fondo común de revuelta resultante de la intolerancia e injusticia de que se sentían víctimas, que la revuelta se inició, por un conflicto que surgió en la tribu Magaia entre el jefe Mahazul y otro pretendiente de nombre Maveja. Mahazul era vasallo fiel de Ngungunhane e no afectaba la soberanía portuguesa. Los portugueses consiguieron convencer a Maveja para que reconociera la soberanía portuguesa a cambio de ayuda contra Mahazul.
Sabiendo del apoyo portugués a su rival, Mahazul se alía con Matibejana (Nwamatibyane), jefe de la tribu Zixaxa (Zihlahla), y ambos resuelven atacar Lourenço Marques, aprovechando el descontento que había entre las tribus fieles hacia los portugueses. En agosto de 1894, los rongas de la región de Lourenço Marques, liderados por los régulos de Mahazul, Nwamatibyane y Amgundjuana reúnen millares de guerreros y cercan durante más de doce meses Lourenço Marques, preparando el asalto de la ciudad.
El gobernador general, brigadier Fernão de Magalhães e Meneses, llega desde la Isla de Mozambique, entonces la capital de la colonia, ordena el levantamiento de trincheras y arma cañones. Rechaza la oferta de mediación de Cecil Rhodes, prefiriendo prepararse para el inevitable conflicto.
Después de este largo cerco, el 14 de octubre de 1894, las mangas de Matibejana, Mahazul y del jefe Angundjuane, marcharon contra la ciudad de Lourençoo Marques, la cual ya se encontraba protegida por tres líneas sucesivas de trincheras. Habiendo las fuerzas ronga conseguido traspasar las líneas fortificadas, los portugueses se vieron obligados a refugiarse en la fortaleza. La ciudad fue saqueada y la fortaleza cercada, siendo su caída impedida por el bombardeo hecho por los navíos de guerra anclados en el puerto, que obligaron al levantamiento del cerco y la retirada de los sitiadores hacia Marracuene. Los asaltantes dejaron sobre el terreno más de un centenar de cuerpos.
Este ataque, aunque pudo haber tenido el consentimiento de Ngungunhane, no implicó directamente a sus fuerzas, ni existe prueba convincente de su apoyo a la decisión de enfrentarse al poder portugués. Por el contrario, esta afrenta vino a oponerse a la tradicional táctica de confrontación indirecta y al mantenimiento de lazos formales que siempre fuera mantenida por Ngungunhane en relación a los portugueses. A pesar de ello, a principios de octubre de 1894 Ngungunhane mandó proceder a la movilización general de sus fuerzas, aparentemente para ceremonias y para hacer como está el ejército, lo que causó alarma general entre los portugueses y sus aliados, contribuyendo todavía más a la estabilización de la situación. En retrospectiva, la movilización debió haber ocurrido como preparación para la ocupación del territorio en el caso de que el ataque a Lourenço Marques hubiera tenido lugar.
En Lisboa, donde la rebelión era atribuida a Ngungunhane y a las maquinaciones británicas, la alarma fue grande. El gobierno portugués resuelve entonces reaccionar enérgicamente, consolidando la visión, dominante después del ultimátum británico de 1890, de que se impone la pacificación de aquella región por la vía militar. Para el efecto se decide enviar como Comisario Real para Mozambique al consejero António José Enes, antiguo Ministro de la Marina y Ultramar, disponiendo de poderes superiores al de Gobernador General. Lo acompaña un grupo de oficiales de élite del ejército, que irá a hacer carrera en la administración colonial.
Partidario de la pacificación por la fuerza de las armas, António Enes es nombrado Comisario Real en 9 de octubre de 1895 y promete a la reina doña Amelia de Orleáns, en audiencia real que le fue concedida antes de que partiera, traer preso a los pies de su majestad al famoso tirano de África del Sur. El espíritu con que abraza la misión es claro en las declaraciones que entonces hizo: el Estado no debe tener el menor escrúpulo en obligar y, si fuera necesario, forzar a esos rudos negros de África, esos ignorantes parias, esos semi-idiotas salvajes de Oceanía a trabajar.
Habiendo llegado a Lourenço Marques prepara el ataque que contra los rongas y luego, en enero de 1895, cuando recibe a las tropas que integraban la expedición comandada por el mayor José Ribeiro Júnior que a 20 de octubre de 1894 había dejado Lisboa, en el paquebote Cazengo, de la Compañía Nacional de Navegación, resuelve atacar Marracuene. Se iniciaba una situación de guerra abierta. Se había iniciado el conflicto que llevaría al fin del Imperio de Gaza y a la caída de Ngungunhane.

#### El combate de Marracuene (2 de febrero de 1895)
A finales de enero de 1895 una fuerza portuguesa, comandada por el mayor José Ribeiro júnior y teniendo como segundo comandante al mayor Alfredo Augusto Caldas Javier, alcanza para más frecuente, en la margen derecha del río Inco Martí. Debido a la dolencia del mayor José Ribeiro Jr. la fuerza tasas es comandada por el mayor Caldas Javier, el cual fue el responsable casi único de la conducción de las operaciones. Integran la expedición 37 oficiales y 800 soldados.
Las fuerzas ronda, con cerca de 4000 hombres, eran comandadas por el joven príncipe ronda no han Martí Tijuana tras islas y en Cuba., que sería conocido por la historiografía portuguesa por precisas, y que sería, un año más tarde, uno de los prisioneros deportados a las Azores. El jefe demandan que sería aliado con los portugueses y sólo me quite Jana en baja azul combatían.
Al aproximarse al lugar, las fuerzas militares portuguesas, que incluían las plazas indígenas de Angola y de la isla de Mozambique, se atrincheran en un cuadrado militar y se preparan para el combate. La lucha se da en la madrugada del 2 de febrero de 1895. La fuerza portuguesa, dispuesta en cuadrado, se vale el poder de los cañones y ametralladoras y consigue rechazar los asaltos de las fuerzas ronda, que dos veces rompieron el cuadrado, con enorme obra burda por ambos lados.
En el terreno quedaron muertos cerca de 66 guerreros más ronda. Según el relato del comandante, los "muertos en el lugar fueron enterrados y los heridos eliminados amontonados y quemados con petróleo, dejando un color nauseabundo en el aire ". Del lado portugués se contabilizaron 24 muertos y 28 heridos.
El enfrentamiento de más frecuente es hora y a veces referido como uvas a un cine, expresión en idioma si ronda que significa lugar del traspaso con la danza. En este contexto un cine significa lugar igual se puede ser traducido por traspasar, atravesar con una lanza o incluso hasta --.
Días después, los portugueses se retirara un a Lorenzo Márquez, en cuanto las fuerzas rondas se realizaron en torno a no guste, donde los regulados en cortina ya ni nombre se refugiaban, quedando bajo la protección de ningún ya ni que les acepta el más allá tonto mar azul no compartió en más frecuente, de la misma manera que recusar a participar en el ataque a Lorenzo Márquez.

#### Las últimas tentativas de conciliación y de ruptura (abril a agosto de 1895)
Mientras se desencadenaron las últimas tentativas diplomáticas juntan comunión y, que recibir en asociación los pueblos de las tierras de la corona se apresuró a informar que cualquier ataque contra ellos sería considerado como un ataque a sus fuerzas.
Con el regreso Mozambique del consejero José Joaquín Almeida, en quien en comunión y confiada y con el cual había mantenido un largo y complejo relación diplomática, el 20 de abril de 1895 se realiza en bajante hace una última reunión entre una delegación portuguesa y en cuña de. La reunión normal, como el comandante militar del Inco o, queda también el jefe de la delegación, a abandonar la reunión por considerarse despreciado. A pesar de los esfuerzos de José Almeida, los tiempos eran otros como la nueva inflexibilidad portuguesa, ahora asegura frente al acuerdo británico, allá no permitir los acostumbrados acuerdos.
Incluso así, en una clara estrategia de ganar tiempo mientras aguarda una respuesta británica a su pedido de apoyo, en comunión y mantiene al presidente portugués y llega incluso a enviar una delegación a Lorenzo Márquez. Esta delegación parte el 24 de mayo de 1895 y ofrecer dinero y marfil al comisario real Antonia Inés, que rechaza los presentes. Habla a los emisarios de forma amenazante y declare aquel rey de Portugal está furioso.
En respuesta a los emisarios del comunión y, el 14 de julio de 1895, Antonia Inés produjo un último acto en que exigía la entrega de los dos jefes revueltos que había refugiado en Gaza. En comunión de rechazo hacerlo y amenaza que irá a procurar protección debajo de otra bandera, aludiendo los británicos. El 28 de agosto de 1895 es retirado el ultimátum y son rechazadas las últimas propuestas deben comunión de. Este fue el pretexto esencial para el ataque que los portugueses preparaban cuidadosamente desde la llegada de Antonio en esta Mozambique. Estaba declarada guerra.

#### Los combates de Magul e Coolela (septiembre a noviembre de 1895)
Lisboa da instrucciones claras, recordando a Antonio Keynes que todo lo que no fuese el aniquilamiento total de King Kong uña N. no correspondería a los sacrificios pesa que el país había hecho. El plan de ataque contarán con uña N. I. de penetración en el interior utilizaba largamente las vías fluviales de los ríos Inco Martí, link Popo e Iñaki Himenia. Las tropas portuguesas debían avanzar en tres columnas: una a lo largo del Inco Martí, otra por el río link Popo y una tercera descendiendo de línea gane por el río Iñaki Imer. El punto de encuentro Texas tres columnas estaría en la región de maja clase donde residía en comuniones. La columna más fuerte era la de línea gane.
Entre tanto, después del combate de más frecuente, las fuerzas ronda se habían reorganizado en mal jul (McCurry), dirigidas también por no una Mac y Juana K. Asís ya sea en pos uno y su primo más azul jefe de los más rayas (más juanas). Y fue con esas fuerzas que se dio la primera confrontación cuando el 7 de septiembre de 1895 la columna de Inco Martí, comandada por Alfredo augusto Freire de Andrade, se encontró con las tropas de Martí dejan ni y de más azul en la planicie de una jul.
En ma jul están 13 mangas (regimientos) africanas, con cerca de 6000 hombres. Los soldados portugueses, en número de 275, con cerca de 500 auxiliares, recorren una vez más la táctica del cuadrado, defendido por A. RAM y zarpado, como los soldados vueltos para los cuatro frentes y con la artillería los ángulos. En las filas del frente quedaban los soldados de las fuerzas auxiliares africanas, especialmente los andorranos.
Como siempre, los guerrilleros africanos se lanzaban en formación de media luna contra las ametralladoras y piezas de artillería. La desproporción de poder de ataque es enorme. Las tropas de Martí y dejan ni y maja azul cercaron el cuadrado mas no consiguieron penetrar en él y después de dos horas de combate tuvieron que recular. Son diezmados, dejando cerca de 400 muertos, frente de a apenas cinco soldados blancos a partidos.
Fue una gran derrota para Martí dejan y maja azul. Después de mal jul los portugueses incendiaron todas las poblaciones vecinas, esparciendo el terror e intimidando a todos los jefes de la región, muchos de los cuales prestaban vasallaje a los portugueses. En Kong uña N., una vez más, no quise intervenir en auxilio de sus aliados rondas. Esperaba todavía la ayuda británica y una conciliación que las condiciones políticas en Portugal ya no permitían. Mientras tanto, su ejército de cerca de 40.000 hombres, que había sido convocado el año anterior, comenzaba a desmovilizarse, víctima del hambre y de la necesidad de volver a sus aldeas para proceder a la siembra.
Después de esta nueva derrota, el emperador en ningún y todavía intenta negociar con el comisario real y en día más emisarios a Durban y a la ciudad del cabo con la esperanza de obtener auxilio británico. Nada consiste.
Ahora desea en directa confrontación con ningún uña N. I. con las fuerzas del imperio de Gaza, Antonio e Inés manda al coronel Eduardo Gallardo, al frente de 600 oficiales y soldados portugueses y 500 auxiliares africanos a tomar la capital engullí. La columna está equipada contenta y ocho carros de combate y seis cañones.
Ya muy debilitado por el tiempo y por sus propias indecisiones, creyendo todavía aparentemente que la actitud portuguesa sería la de siempre, no concretando las amenazas, en comunión y contaba entonces con apenas 13.000 hombres, lo que no llega a un tercio de lo que, pocos años antes, reclutaría sin dificultad. Su poder absoluto está claramente debilitado. Varios reguló dos, entre ellos tres tíos del emperador, no se presentan para la batalla. Magia igual en mi, el famoso comandante en jefe de las mangas en gol mis parte hacia 1000 N. en busca de refuerzos que nunca llegaron.
El enfrentamiento acontece en gol en la, el 7 de noviembre de 1895. La táctica se repite con el cuadrado, el hágame zarpado, las ametralladoras, los cañones y la nueva carabina de repetición austríaca tropas cheque que había sustituido a la vieja espina arda este ir más dices, aplastan los regimientos de en Kong uña N. Mueren cinco soldados blancos frente a muchas centenas de guerrilleros de las
Antes de comenzar la fuga de mandas casi, en ningún uña N. se reúne con los consejeros y acusa a tíos y primos de tradición por su ausencia en el frente del combate. Está decidido a entregarse a los portugueses y a solicitar clemencia, pero continúa preso de una tela de indecisiones que no le permiten una rápida respuesta a la nueva situación. Aparentemente esperaba todavía que los portugueses volviesen a las antiguas tres inversiones.
La capital de Gaza, Manhattan sé, quedaba apenas a 7 km de goles la. Estaba abierto el camino para su caída en poder de los portugueses.

### El incendio de Manjacaze y la captura en Chaimite (noviembre y diciembre de 1895)
El incendio de Manhattan sé y la captura en cha imite (noviembre y diciembre de 1895)
El 11 de noviembre de 1895, una columna militar portuguesa de 700 hombres, comandada por el coronel Eduardo augusto Rodrigues Gallardo, entra sin seria oposición en maja case (o mal la casi) la capital del imperio de Gaza y la sede formal del poder de en Kong uña N.. Encontraron el canal abandonado tan casi la totalidad de la población huida.
Gallardo ordena el saqueo de la población por sus tropas auxiliares africanas y, después de despojada de todos los valores y debidamente inspeccionada, procede a su incendio. Dadas las características de las construcciones, después del incendio poco quedó de la población.
En Kong uña N. mientras tanto se refugia en cha imite, la aldea sagrada donde está la trampa de su abuelo maní curse, el fundador del imperio de Gaza. Allí ofrece sacrificios humanos a su abuelo y a otros antepasados en busca de protección divina.
Frente a esta victoria, el comisario real Antonio e Inés decide la apertura o la muerte de en Kong uña N., pretendiendo cumplir la promesa hecha a su partido de Lisboa y por temor al recelo de que el reguló pudiese reorganizar sus ejércitos y restablecer su base de poder entre los pueblos en Junín y sus aliados. Para tal cosa confiere plenos poderes al general de caballería Joaquín augusto Muciño de Alburquerque, nombrándolo, el 10 de diciembre, gobernador de Gaza, territorio que pasa entonces a constituir un nuevo distrito militar de la colonia.
Manteniendo contactos indirectos con el teniente Álvaro José de Sousa Soares de Andrea, comandante de la lancha cañonera capelo, apodada estímenla por ser a vapor (espín en inglés), que entonces cruzaba las aguas del link Popo, en un uña N., presintiendo la derrota procura aplacar a los portugueses. El 13 de diciembre se suele de entregar en sí sano, Garza, al príncipe ronda Novoa ma Tijuana que así sea esa tiempo fumo (Matilde Jana o si sea Asia), que perseguido por los portugueses se acogieron a su protección. Con esta decisión al yen aparte de sus aliados, los cuales a partir de ahí ya no se sienten seguros bajo su protección y se apresuran a prestar vasallaje a los portugueses. Como ni siquiera ese gesto consigue poner término al conflicto, resuelve rendirse, hecho que fue sabido en la capelo en vísperas de la Navidad de 1895.
Muciño de Alburquerque, que estaba entonces a bordo de la capelo, percibe este gesto de desesperación del león de Gaza, pero en vez de desistir de la persecución se siente envalentonado por las señales de flaqueza de la Presario. En su relato sobre la prisión den con un uña N. escribirá que se había enraizado en mi espíritu la idea de que yo había de prender o matar a ningún puñal.
Envalentonado por la creciente onda de vasallaje que va consiguiendo entre los líderes tribales de la región, incluido algunos tíos de en Kong uña N., en una decisión verdaderamente temeraria, aparentemente inspirada por el envalentonamiento del que era preso, algo de alcohol y principalmente por el conocimiento de que en Kong uña N. ya había decidido entregarse, Muciño Davor quiere que parte en el día de Navidad con el objetivo de proceder a la captura de ningún uña N., apenas acompañado por dos tenientes,1 médico y 49 plazas portuguesas y dos centenas de auxiliares africanos. En los tres días de marcha forzada siguientes, se le juntan varios reguló que se ofrecen para combatir al monarca en gol ni. El único apoyo posible son las fuerzas de la marina de la cañonera fluvial capelo, que permanece en posición en el link Popo esperando el desenlace.
Sabiendo ser perseguido, pero sin saber la verdadera fuerza de la columna que marchaba en su dirección, en dos ocasiones en un uña N. envía emisarios al encuentro de Muciño con presentes y juras de amistad y arrepentimiento para que la columna no avanzara más tonto le mandan quedar una vez 560 libras de oro y algunos colmillos de marfil, en otra ocasión es en propio hijo primogénito no dice quien lleva más de 510 libras de oro y 63 búfalos.
No se detuvo, en la madrugada del 28 de diciembre de 1895, Muciño de Alburquerque llega a frente a las en paralizadas de cha imite. Frente a la proximidad en Kong uña N., los hombres de los EE.UU. los disidentes se cursan a avanzar más en el terreno, tal era el terror que el emperador todavía les provocaba. En otra decisión tan temeraria como inesperada, Muciño de Alburquerque a las siete de la mañana se suele entrar en la aldea por una estrecha abertura de la Fed, por donde apenas cabía un hombre, por el que es seguido por los soldados blancos. La osadía resultó de lleno: sorprendidos y atemorizados, los cerca de 300 guerreros, armados con espinacas, de la manga sin Johnny mucho que (las aves blancas), el último reducto de defensa de en Kong uña N., no presentan ninguna resistencia y huyen. Estas una resultó de saber que ningún uña N. se iba a entregar, hecho sabido hacía ya algunos días.
Con ningún uña N. capturado y humillado, Muciño de Alburquerque ordena el fusilamiento inmediato y sin juicio del consejero (hindú una) ma une y de que to, tío del emperador, los cuales consideran como los principales instigadores de la rebelión. No contento con el fusilamiento, todavía manda que el corazón de los muertos sea traspasado por una espada, para lo que URSS en la espada de Soares de Andrea, de aquel teniente Sánchez de Miranda había olvidado su espada antes debe embarcar en la Alcatel y cuando desembarcó encima clase había pedido prestada en la reforma del comandante del navío. Hacia las 10 había terminado la destrucción de hecha imite y la columna partido de vuelta a la capelo llevando a los prisioneros.
La forma en que ningún uña N. fue apresado, el fusilamiento y la profanación de los cadáveres de ma une y quieto y toda la mitología de heroísmo que después se creó en torno al hecho de cha imite, en particular en el período del estado nuevo, dio lugar a sucesivas polémicas, con lecturas dispares sobre el mérito de los eventos. Luego en 1896 fue publicado en el boletín oficial del gobierno general de la provincia de Mozambique (9, suplemento) y después en el diario del gobierno (63, 1896) un largo relato de los eventos, de la autoría de Muciño Davor quiere, donde la tónica dominante es la heroicidad portuguesa y la perfidia pacto. Visión totalmente opuesta es la de Soares de Andrea, en su largo relato titulado la marina de guerra en la campaña del lunes o martes contra en Kong uña Ana 1894-1895, publicado en los anales del club militar naval de 1897-1898, nombra el evento de la cha ilimitada e intenta desenmascarar la heroicidad de Muciño de algo que el que como una mera operación temeraria ante un adversario que ya se había efectivamente rendido
Sería Soares de Andrea, en un artículo publicado en el periódico el liberal el 27 de diciembre de 1908, cuando ya había abandonado la marina y estaba libre de las leyes militares, pudiendo manifestar así su opinión que escribiera sobre ma une y quieto, los fusilados fecha imite: murieron heroica y valientemente y, al caer fusilados, a cada uno de ellos se dirigió el teniente de artillería Aníbal Miranda y les clavó una espada en el corazón, practicando así frente a los soldados de fracciones a los indefensos moribundos, hecho que constituye una grave infracción de las leyes de guerra, punible con la pena de muerte por las leyes militares. Y prosigue diciendo que los fusilados merecían tener una estatua erigida por los partidarios de la causa por la que lucharon sin arrogarse la camisa, va tú has de temperamento que supieron morir en su puesto y a los cuales el comandante de la capelo tributa su más sincera admiración.
La derrota en Kong uña N. no hizo cesar la resistencia en Gaza. La represión colonial tampoco da treguas. Es el propio comisario real quien reconoce sus propios relatos la política de terror, fría y selectiva, que pone en práctica para someter a la población. Un mes después de cha imite, es apresado el reguló más azul, y el 24 de febrero de 1896 el conocido fin y que fustigaba las camioneras portuguesas en el link Popo.
Hermanos, hijos y tíos ningún uña N. son ejecutados, presos o forzados al exilio en el caso al, de donde las autoridades portuguesas durante muchos años procurarán obtener su extradición. Igual suerte corrieron algunos de los seguros que habían traído a su buen Kong uña N. I. combatir o contraer en gol en la imagen café.
La resistencia sufre un nuevo golpe el 21 de julio de 1897 con la muerte en combate de magia igual, el valiente reguló de mía cosa, que fuera comandante de los ejércitos de León de Gaza.
Pero durante mucho tiempo todavía las autoridades coloniales van a preocuparse de la rebelión latente que se lamenta en casa. Todavía en el relato de 1910, el gobernador Alfredo augusto Freire de Andrad reconoce su fracaso en conseguir la extradición del trasvase de los jefes hindú ni en el exilio continuaban incitando a sus tribus a resistir la colonización portuguesa.

### La deportación hacia Lisboa (enero a marzo de 1896)
La deportación a Lisboa (de enero a marzo de 1896)
El camino al exilio se inició a las 10 horas de la mañana del 28 de diciembre de 1895, cuando en Kong uña N. y las siete mujeres que fueron escogidas para acompañarle, cuyos nombres habían sido ganar poco, la chacha, latina, si siete, fue sí, no usamos y 
Parten de cha imite a pie, escoltados por las fuerzas portuguesas. La comitiva integra todavía a códice, el príncipe heredero, y a dos tíos de en Congo añade. Fue una ardua caminata, en marcha acelerada, durante la cual los prisioneros siempre que caían o se atrasaban les daban puntapiés o recibían las echadas. Llegan a las márgenes del Inc. Popo, al lugar de sí marcarse, donde los aguarda la espinela capelo, la mañana del 29 de diciembre.
Delante de millares de personas que se habían juntado en las márgenes del río, los prisioneros son obligados a subir a bordo, siendo en Congo en Diane arrastrado, tal era su estado de inanición. Se siguieron vivas al rey de Portugal, y una salva de tres banquetes,1 grito era levantado apenas delante del rey hindú ni, pero que hemos indio obliga ahora a ser hecha en honra del rey de Portugal. También se entona la canción Inc. guardia, una salutación al emperador y que sólo podía ser cantada con su autorización, que ahora era usada como insulto.
A partir de ahí se suceden las humillaciones, recibiendo en comunión de puntapiés cuando de rodillas imploraba clemencia, y los interrogatorios como objeto de descubrir dónde estaría el famoso tesoro que se decía tenía escondido.
La primera parada acontece el día siguiente en glande ene, donde se encontraba preso el príncipe Matilde Jana de lisias y algunas de sus mujeres, que había sido entregado a los portugueses por ningún mundial. Se les hace un careo y a partir de ahí pasan a compartir el cautiverio, en una unión de destinos que sólo la muerte en las Azores quedaría. En el día siguiente prosiguen por la barra del Inc. Popo, siendo si Sian sea autorizado llevar consigo tres de sus mujeres de nombre en vale, Oaxaca y de mesa.
El 31 de diciembre de 1895 llegan a la barra, donde eran abordados por el vapor Nieves Ferreira, quien osa soportaría hacia Lorenzo Márquez. Debido al mal estado del mar, el embarque se hace el tres de enero. Llegan a Lorenzo Márquez al día siguiente, pero permanecen a bordo, mientras en tierra se preparaba su apresamiento político. Tal ocurrido el día 6 de enero de 1896, a las tres horas de la tarde, cuando fueron entregados al gobernador general interino, el consejero Joaquín de grasa corre ira y las, sobre un estrado montado frente a la residencia del gobernador. Fueron identificados por el público, con más de 8000 personas que asistieron al acto, en una ciudad en Granada y en fiesta. De hecho se levantó acta solemne, firmada por las personalidades presentes, incluyendo del cuerpo consular. Estuvieron presentes oficiales del crucero alemán si les y del navío de guerra británico H. MS sus.
Los prisioneros permanecen presos en la ciudad hasta el 13 de enero, día en que por orden del ministerio de la marina y ultramar, el A. Soriano Jacinto Cándido Da Silva, enviada por telegrama, embarcaron en el vapor África con destino a Lisboa. Partiendo en ese mismo día, iniciaron un largo viaje en dirección a lo desconocido, agravado por el miedo y por el tabú que impedía a la nobleza en Junín atravesar el mar. Acompañados por dos intérpretes, fueron alojados en condiciones a desiertas. Permanecieron a bordo hasta el 13 de marzo de ese año, día en que llegaron a Lisboa. También iban otros 31 pasajeros que serían dejados en cabo verde, entre los cuales estaba el dimisionario y activista negro Roberto ma Siapa.
Transportando 284 pasajeros y 215 militares de infantería, el navío hizo paradas en la ciudad del cabo, Luanda (donde se compró ropa para los prisioneros) y en la isla de Santiago de cabo verde para dejar a los presos africanos. En esta última parada se hizo una fotografía de los presos, que es enviada a Lisboa, adonde llega antes que el África y es publicada por la prensa. En todas las escalas los prisioneros son encadenados para evitar fugas.
El 12 de marzo el vapor África fondea frente a cáscara y, donde permanece hasta el día siguiente en que entra por la barra del Tajo y da por terminado el viaje.

#### La llegada a Lisboa (13 de marzo de 1896)

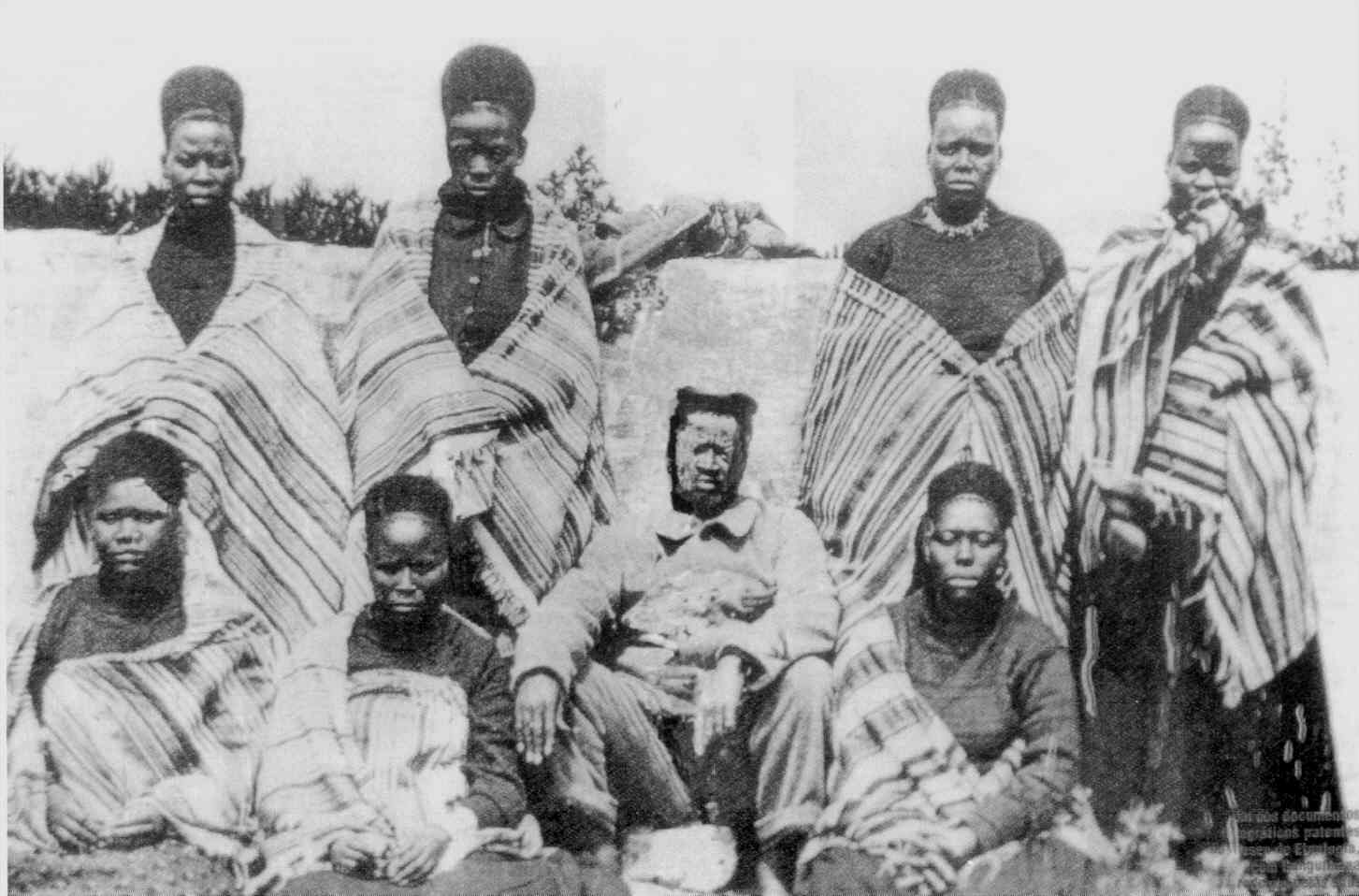
Ngungunhane y sus siete esposas (en el Fuerte de Monsanto, Lisboa, en marzo de 1896).

El África fondea la mañana del 13 de marzo de 1896 en el tajo, frente a casillas. Conociéndose la presencia a bordo de los prisioneros, el navío fue rodeado de fragatas, canoas y botes, en un total de decenas de embarcaciones a remo y apela que intentaban aproximarse al navío intentando de ha en Congo añade.
Lisboa está en fiesta, con mí ya es de personas que acudían al muelle para ver el trofeo de guerra que constituía el grupo de prisioneros traídos de Mozambique. Es la llegada de la fiera cruel, de la pesadilla de todos los gobiernos portugueses, del C. culo sanguinario, como lo clasificarán los periódicos en los últimos meses.
Después de horas de insistencia, algunos periódicos consiguen permiso para subir a bordo. Encontraron al grupo de 16 prisioneros a estribor, en un exiguo espacio mal iluminado con dos pata madres de berrinches. En las literas superiores está en una ene con siete de sus mujeres. En el elipse inferior se amontonan códice, hijo primogénito en Congo añade, el príncipe precisar sea más y bajarle y sus tres mujeres, amó Lugo, quieren uña ni y do, el cocinero del emperador. A los periodistas les impresiona el olor nauseabundo que dos meses de clausura habían provocado.
El diario de noticias del día siguiente: cuando entramos en los alojamientos estaban todos los negros tomados y en Congo en Diane que ocupaba el extremo de la tarima, tenía el rostro cubierto. Alguien le descubrió la cara y el negro respecto, mirando para todos como ojos desconfiados. Poco después, en cómo los periodistas y otras personas admitidas a bordo eran cada vez en mayor número y el espacio faltaba, fue ordenado que subiese la negritud hará la actual, donde sería su exhibición.
En un buen Diane está exhausto y horrorizado. Pese la captura en se emite ese era el fusilamiento. Llora, implora, tiembla, esconde el rostro con las manos, ofrece todo lo que ya no tiene para tener la liberación, dinero, grado, oro, marfil, esclavos, tierras. A los que lo rodean preguntar sin cesar: dígame lo que quieren de mi voy a morir para que le sirvo yo déjenme regresar que muero si yo no veo mis tierras. Traduce en intérprete.
Antonio rehenes, que hacía poco había llegado a Lisboa, llega a bordo de la fragata raza aria. En marca, siendo recibido por el comandante de África, Antonio Sergio de Sousa. Mandan entonces subir a los prisioneros, que le son presentados y que den por primera vez Lisboa. Cuando le señala en el palacio de ayuda y de Antonio rehenes ser recibido por el rey don Carlos. Quieren quebrar perdón, jurar fidelidad al monarca a quien años atrás enviara dos embajadas, entonces recibidas con pompa.
A las 3:30 de la tarde los prisioneros desembarcan en el Larsen al A. y cada vez más gente para disfrutar el del espectáculo. El aire altivo, las ropas y los Henríquez de las mujeres despiertan la curiosidad: casi todas altas y más de color castaño en negro rapiña bien planteada, facciones finas, los hubo ni, se admira la prensa.
En el interior del arsenal, códice se torna objeto de curiosidad particularmente por las esposas de los funcionarios. Es joven, alto, habla portugués, no está asustado como el padre. Cuando consta que seleccionar su nombre, las ganas lo asedian para obtener el autógrafo del bien dispuesto prisionero.
Al fin de la tarde el grupo es metido en seis carruajes abiertos, escoltados por renta plazas de caballería, con destino al fuerte de Monsanto. En las tres primeras iban las 10 mujeres, en la cuarta el cocinero como, en la quinta llevaba el equipaje, el cual se resumía en algunas hojas y las esferas donde habitualmente dormían. El carruaje con los cuatro prisioneros más importante (en uña ni, códice, Martínez gane y mol único) cerrada el cortejo.
En las calles de la Bay sea lisboeta por donde pasan, y a lo largo del camino hasta Monsanto, fue tal la afluencia de pueblo que, en algunos sitios, el cortejo difícilmente avanzaba. Los dichos y las humillaciones que los prisioneros sufrieron fueron de tal. Que los días siguientes la prensa protestado por la pasividad de la policía.

#### La prisión en Monsanto (marzo a junio de 1896)
La prisión en Monsanto: de marzo a junio de 1896)
Llegados a Monsanto, los prisioneros fueron instalados en las casamatas del fuerte,1 estructura subterránea húmeda y fría. Las condiciones son inhumanas y las ropas no abundan, con los prisioneros transidos de miedo y ello.
Fuera del fuerte, el clima era de fiesta. Era millares de personas las que cada día venían hasta lo alto de Monsanto con la esperanza de avistar a los prisioneros, lo que llevó a la instalación de barracas de comes y verdes, formando un verdadero arrabal popular.
Entretanto en el país el ambiente era también festivo, con la mayoría de la prensa a alabar la herbicida de los portugueses la honra nacional recuperada después de las vejaciones del ultimátum británico. Se hacían recepciones oficiales, que incluían a la reina y a otros miembros de la familia real y las familias importantes de la provincia venían a la capital asistidas celebraciones. Los expedicionarios de Mozambique eran recibidos como héroes nacionales.
También la exploración comercial del evento fue rápida, incluyendo la venta de postales de uña ni, la edición de relatos y poesía alusiva a la utilización de la imagen de los prisioneros para fines publicitarios. Hasta abrió una casa de que discos en común mañana, en el arreglo, y se fabricaban galletas mañana, en una moderna fábrica en la puya, de la que se hace una oferta al coronel Gallardo y a otros expedicionarios.
Como fue puesta en circulación la historia de que códice a mi conquistado a una de las mujeres del padre, pasa a ser tratado por la prensa como esa cena al joven lo del lance africano, ganando enorme renombre, y transformándose en la gran atracción del público femenino.
Entre tanto las condiciones de los prisioneros va mejorando, con su traslado a uno de los alojamientos de los oficiales, más seco, con ventanas y buen alejamiento, y con la adecuación de la comida a a sus justos. Cinco, el joven cocinero, pasa encargarse de preparar la comida, pasando grupo a alimentarse de carne asada, arroz y judías, su dieta favorita, acompañada por vino de por, el favorito en comunión.
Un acceso de libres y en hierba en comunión y a ser internado en el hospital de boa obra, en Belén, donde permanece de nueve a 19 de abril. Fue bien tratado, instalado en uno de los cuartos destinados a oficiales. Se curó y volvió al fuerte de Monsanto y a la convivencia con sus compañeros de infortunio.
Una audiencia con el rey don Carlos, o una visita suya al fuerte de Monsanto, llegó a ser prevista y preparada, con los correspondientes a arreglos y de las instalaciones. Pero el monarca nunca accedió, tal vez y seguro de la forma de lidiar con la situación, frente a los anteriores tratados y a la creciente contestación de proeza dicha imite, con Suárez y Andrea llamando a la heroica acción de Muciño de Alburquerque,1 crimen militar.
La situación era insostenible, con los periódicos criticando violentamente el gobierno por la situación de los prisioneros y con un constante arrabal popular en torno al fuerte, lo que exigía refuerzo de los policías y medidas de control en las entradas. Los insultos a los prisioneros eran constantes, como los populares a hacer gestos de decoración cada vez que los avistaban en la explanada del fuerte. Urgía encontrar una solución que permitiese el retorno a la tranquilidad y hacer salir a los prisioneros de la Riva alta política, lo que pasaba por su deportación hacia una colonia remota, donde los tribunales no tuviesen alzada ni la prensa fácil acceso.
Así fue que el 22 de junio, el gobierno tomó, finalmente, la decisión de desterrar a los prisioneros para la isla precedida, en las Azores. El transporte sería hecho a bordo de la camionera San B. C., un navío de gran porte para la época y con una guarnición de 113 hombres, que se aprestaba para una misión en las Azores.
En el proceso, cediendo las posiciones más intransigentes del moralismo católico, se resuelve también separar a las mujeres de los hombres, ya que la poligamia era vista como un gran insulto a los valores morales de la nación y un insano escándalo para las familias portuguesas.
Para evitar aglomeraciones populares como largas verificadas a la llegada, la decisión es tomada con el mayor secretismo, siendo apenas comunicada a los prisioneros y a sus guardas a la hora de la partida.

### La separación y el exilio para Azores (junio de 1896)
El secreto fue también guardado que cuando a las 18:30 de ese día, fueron a buscar a los prisioneros, el oficial de día en el fuerte de Monsanto desconocía el asunto y no había recibido la orden necesaria para hacer la entrega. Sólo una hora después, cuando el comandante del fuerte Diego, fue posible iniciar la preparación de los presos.
Fueron encontrar los prisioneros descansando en sus camas, casi despidos, siendo esta la orden para reunir sus cosas y partir inmediatamente. Entraron en pánico, sobre todo en comunión y, que se comerció que llegaba, finalmente, el momento de su ejecución. Rechazo vestirse, rodó por el suelo, haciendo el gesto de que se de cortada la cabeza. Preguntaba, como la llegada a Lisboa: voy a morir?. Con mucho esfuerzo, los guardias vistieron en uña de con sus ropas nuevas mandadas acerca del viaje.
Mientras tanto, las 10 mujeres parecían enloquecidas cuando se dan cuenta de que van a separarlas de sus compañeros. Lo mismo que el cocinero Coop., quedan en el fuerte de Monsanto, todavía sin destino definido. Era la separación definitiva, ya que jamás verían a sus maridos. Para ellas y para algo, el seis de julio se dio la orden de deportación hacia la isla de Sao tomé, donde la mayoría iría a fallecer en la miseria. Algunas habían conseguido regresar a Mozambique, mucho más tarde. Le digo nada se sabe.
A pesar de la tentativa de guardar secreto para qué no se repitiese la agitación, casi disturbios, verificada tres meses antes, la prensa consiguió jurar el sigilo, y cinco reporteros, pertenecientes al diario de noticias, diario ilustrado, vanguardia, popular y siglo, estaban plantados junto a los portones del fuerte, como otros colocados en lugares estratégicos para el acompañamiento del transporte de los presos.
A la salida del fuerte en comunión e se sentó en el suelo y fue transportado a peso por los soldados de la escolta hasta el exterior.
El transporte hacia el navío ese hecho en dos calé chiste tras, mandadas llamar para el efecto. Las calzas de brinden con uña N. eran tan apretadas que se rompieron para subir al en de la grasa.

### Los años finales (junio de 1896 a diciembre de 1906)

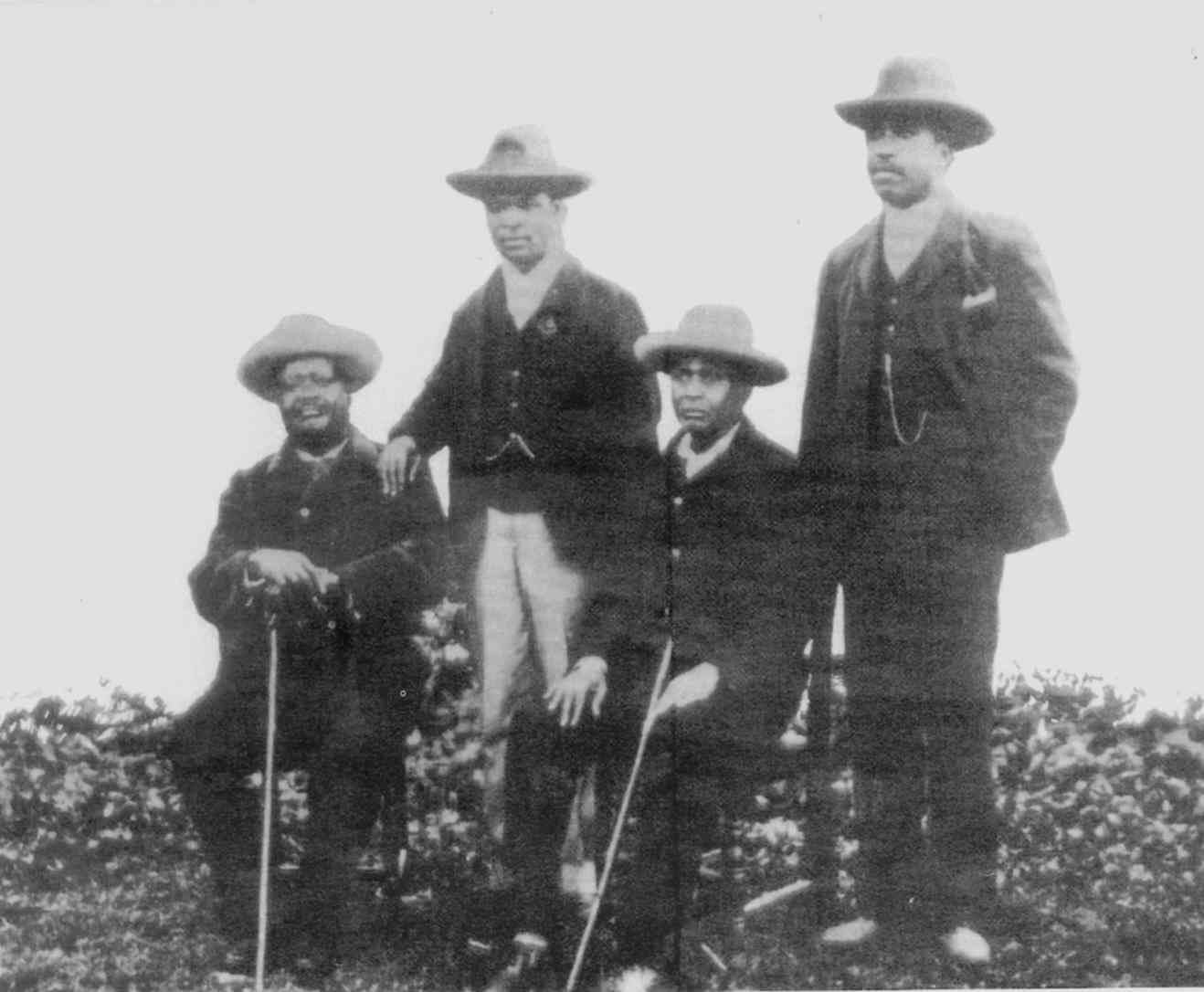
Ngungunhane (sentado a la izquierda), Godide (de pie con la mano en el hombro de su padre), Molungo (sentado) y Zixaxa (de pie), en el día del bautizo del grupo (16 de abril de 1899).

Desembarcados por sorpresa en la pequeña y pacífica ciudad de Angra do Heroísmo, los prisioneros son blanco de la curiosidad popular. El periódico A União del día siguiente describe el desembarco diciendo: El aspecto de Gungunhan y del Molungo era de profundo abatimiento. Aun así, en el embarcadero, el antiguo rey de Gaza, tuvo una mirada soberbia y altiva hacia la multitud que se apiñaba a su paso. [...]. 
El grande y temible en cómo añade caminando frente a sus compañeros de infortunio, descalzo, con la falda de fuera, una roja al hombro, sudando, hecho una pena nos conmovió profundamente. En pequeñas toallas traían cuánto les pertenecía. Y sus trajes eran muy corrientes y mal se entiende que la economía del gobierno no les había dado vestimentas decentes.
El tono de la prensa será siempre el mismo, con la unión del 30 de junio escribiendo que los prisioneros que hace dos días pisarán nuestra hermosa tierra, que hoy es para ellos tierra de exilio, tienen justo nuestro respeto. Lo mismo acontece en el castillo de San Juan Bautista, donde las órdenes son claras: los prisioneros debían ser tratados con todo respeto, dándose leyes por homenaje entre las ocho de la mañana y la puesta del sol el recinto del Castillo.
A lo largo del tiempo las restricciones fueron siendo levantadas y los prisioneros se fueron integrando en la vida local. En comunión y se retiraba para el monte Brasil, donde cazaba conejos, pasando hacer pequeños gestos de paja que vendía. Recibían un pequeño sueldo diario de 60 reales y el rancho de los oficiales inferiores, siendo equipados a sargentos segundos parecidos a cazadores número 10, pudiendo circulares con libertad creciente.
El mayor pesar esa ausencia tras mujeres, habiendo intercedido el gobernador, sin suceso, para que por lo menos una fuese autorizada a ir a la isla. La moral portuguesa no se complacía con la poli Damián y la solución oficial fue llevar todas las semanas a los prisioneros a un burdel de la ciudad.
Al pasar el tiempo, la ha corporación comenzó hacerse sentir: las tropas pasaron a ser las locales, la corona de cera dio lugar a sombreros requinto dos y el uso de botas sustituyó a los pies descalzos. Apenas mundo Hugo mantuvo sus hábitos.
No tire y si se desea aprenden rápidamente escribir, en lo que son seguidos por ningún unión en punto con buena caligrafía, algunos de sus escritos sobreviven hasta nuestros días. También la cristianización, que fuera iniciada por el médico Giorgio es mi examen, un misionero evangélico suizo que viviera cuatro años en Manhattan hace, se proseguirá en las Azores. El 16 de abril de 1899, los prisioneros son bautizados en la catedral por el obispo de Andrea, don Francisco José Rivero de vida y Tito, y luego enseguida ungidos con los odios, recibiendo como padrinos a los principales notables de la isla. Los nombres de bautismo son Reynaldo Federico con mañana, Antonio Da Silva tratas no tire, Roberto Federico sin chacha y José Federico mundo Hugo.
A partir de entonces se produce la rápida integración social, los prisioneros son considerados personas debieron, siendo bien acogidos y recibidos en la Sierra. Si se desea y lo dice, considerados de ellos y alegres muchachos, participan en las actividades sociales. En comunión de sentirá frecuentemente, siendo varias veces detenido por desacatos practicados en tal estado. Apenas por rumbos se retrae y evita hablar portugués. Si se desea se casa y tiene un hijo, también llamado Roberto Zinser, fundando una familia que todavía está presente en la sociedad almeriense.
Cuando el rey don Carlos primero de Portugal visita las Azores en 1901, en comunión y es llevado a pasear al campo durante la presencia del monarca en la ciudad de Andrea. Evitando así un encuentro que seguramente habría sido desagradable para ambos.
En cómo añaden y murió el 23 de diciembre de 1906, víctima de una hemorragia cerebral en el hospital militar de boa no, en la ciudad de Andrea . Heroísmo, bautizados, alfabetizado y alcohólico, como de él le escribiera el historiador René Delicias. Había vivido cerca de 56 años. Fue enterrado en el cementerio de la concepción, en una de las rampas destinadas a la sepultura de la población católica local.
Los restantes prisioneros fallecieron también en la isla: no tire a los 35 años, en 1911, víctima de tuberculosis; no lo Hugo, por encima de los 80 años de edad, en 1912; y finalmente, si se hace, hecho guarda del monte Brasil, en 1927, entonces ya con familia local.

## El traslado
El último acto de la sala en comunión y aconteció entre 1983 y 1985 y se inicia cuando octubre de 1983 el presidente mozambiqueño Zamora marcha el visita Portugal y acuerda con su homólogo portugués Ramallo eran es el traslado hacia tierras mozambiqueño es de los restos mortales del emperador de Gaza, que se hacían hacia 77 años aludes en el cementerio de la feligresía de la concepción, en la periferia de la ciudad de Andrea de heroísmo, en las Azores.
Después de complejas pesquisas históricas excavaciones, y de una autorización de traslado consistirá por despacho normativo número 98/83, de 25 de octubre firmado por el presidente del gobierno regional que las Azores, yo aún Bosco Soares Gamboa t al, las osamentas fueron simbólicamente entregadas al estado portugués, en una pequeña urna conteniendo tierra de campo han donde fueran enterrado que su vez las colocó en la capilla del palacio de las necesidades en Lisboa donde permanecerán dos años. Finalmente en 1985, con ocasión de las celebraciones del décimo aniversario de independencia mozambiqueño, la urna fue entregada al estado mozambiqueño y transportada hacia Mozambique. Fue así que el 15 de junio de 1895, es solemne ceremonia debida a un héroe nacional, la urna de madera en cómo añade, pesando 225 kilos y esculpida por el artista mozambiqueño Paulo come bajo la coordinación de malanga tan aval entre, qué respuesta a principio en el salón noble del consejo ejecutivo de la capital y más tarde, en la entrada de la fortaleza de cómputo. Tiene como compañía los bajorrelieves conque poder colonial verificó las campañas de pacificación de Gaza y las enormes estatuas de Joaquín Mauro sénior algunos que y de Antonio Keynes, que Mozambique guarda como reliquias históricas del tiempo colonial.
Naturalmente, frente a la incertidumbre de reorganización del Campa y derecho de que la sepultura hasta que el cementerio fueran regularmente utilizados, la prensa portugués en mozambiqueño levantó dudas sobre autenticidad de las osamentas desenterradas en el cementerio de la concepción. De hecho, el gesto fue meramente simbólico, ya que no fue posible localizar con un mínimo de credibilidad los restos ningún unión, esto admitiendo que la tierra todavía no los habría consumido enteramente, como por otro lado es normal en las condiciones en el fondo climáticas asturianas.

## Cronología
1850: en comunión y nace en casa (fecha aproximada).
1858: muerte de manera acuse, fundador del interior de Gaza, abuelo de ningún añade.
1884: muerte de voz isla, padres en cómo añade y subida de éste al poder.
1885,26 de noviembre: termina la conferencia de Berlín fijando la repartición de África entre las potencias europeas.
1890,11 de enero: ultimátum británico al gobierno portugués.
1894, agosto: rebelión de los son una en la región de Lorenzo Márquez.
1895, 11 de noviembre: el ejército portugués vence a los incumbe y arrasa Mandela casi, capital del interior de Gaza.
1895, 28 de diciembre, Joaquín augusto Muciño del porqué que captura en cómo añade entre Mike, plantea sagrado de los incumbe.
1896,13 de marzo: en comunión y, siete de sus mujeres, su hijo o dice, su tío homólogo y el seguro maqui dejan de decisión sea y sus tres mujeres y un criado (como, cocinero) desembarcan en Lisboa. 
1896,27 de junio: en comunión y llega a isla 3ª, en las Azores, donde permanece como prisionero.
1906,23 de diciembre: en comunión en muerte, de dolencia cardiaca, en el hospital militar de buena nueva, en Andrea del heroísmo.
1895, 15 de junio: los huesos vengo puñales o simbólicamente entregados a la república popular de Mozambique.